# Pristimantis eremitus
Espèce
Synonymes
- Eleutherodactylus eremitus Lynch, 1980

Statut de conservation UICN

 VU B1ab(iii) : Vulnérable
Pristimantis eremitus est une espèce d'amphibiens de la famille des Craugastoridae.

## Répartition
Cette espèce se rencontre entre 1 540 et 2 100 m d'altitude sur le versant Ouest de la cordillère Occidentale :
- en Équateur dans la province de Pichincha ;
- en Colombie dans le département de Nariño.

## Description
Les mâles mesurent de 17,2 à 20,0 mm et la femelle 27,6 mm.

## Publication originale
- Lynch, 1980 : Eleutherodactylus eremitus, a new trans-Andean species of the Lacrimosus assembly from Ecuador (Amphibia, Leptodactylidae). Breviora, no 462, p. 1-7 (texte intégral).